# Nephelomys childi
Nephelomys childi là một loài động vật gặm nhấm trong chi Nephelomys của họ chuột Cricetidae. Đây là loài bản địa ở Bogotá, Colombia và cũng là động vật được đặt tên theo loại địa phương của từ đồng nghĩa của nó là Oconnelli, ở một nơi gọi là Buenavista, cách 50 độ về phía đông nam của Bogotá. Nó được đặt tên theo tên của ông George D. Child, người đã giúp đỡ trong việc đạt được kiểu chữ này.

## Đặc điểm
Loài chuột này là một con vật có kích thước trung bình với đuôi dài. Lông ở lưng tương đối dài, từ 11 đến 12 milimét (0,43 đến 0,47 inch). Phía trên thường có màu nâu xám, với một mảng đậm hơn ở giữa lưng. Có sự phân biệt rõ ràng về màu sắc giữa các phần trên và phần dưới, có lông xám nhạt với đầu trắng. Bề mặt trên của bàn chân dài màu trắng. Đôi tai to có màu đen và phủ đầy lông. Đuôi có màu nâu ở trên và gần trắng dưới đây. Chiều dài của đầu và cơ thể là 131 mm, chiều dài đuôi là 143 mm, chiều dài chân sau 31 mm và chiều dài tai 16 milimet (0,63 inch). 

## Phân loại
Cả Nephelomys childi và đồng danh oconnelli của nó đều được mô tả ban đầu là các loài Oryzomys, Oryzomys childi và Oryzomys o'connelli. Chúng đã được so sánh tương ứng với Oryzomys meridensis (hiện nay là Nephelomys meridensis) và Oryzomys pectoralis (hiện nay là Nephelomys pectoralis). Sau đó, chúng được xếp chung trong một loài Oryzomys albigularis (hiện nay là Nephelomys albigularis) nhưng khi chi Nephelomys được cắt tách ra từ Oryzomys vào năm 2006,Nephelomys childi được phục hồi tình trạng phân định sinh học như một loài riêng biệt.